# 800 пуль
«800 пуль» (исп. 800 balas) — испанский фильм режиссёра Алекса де ла Иглесиа.

## Сюжет
Действие этой семейной драмы происходит в наши дни, в Испании, но на фоне заброшенных декораций в которых когда-то снимались знаменитые вестерны, а теперь на их месте хотят построить парк развлечений. Три человека — три поколения одной семьи, их взаимоотношения и закручивают острый сюжет фильма.

## В ролях
| Актёр                  | Роль                 |
| ---------------------- | -------------------- |
| Санчо Грасия           | Хулиан (дед)         |
| Анхель де Андрес Лопес | Чейене               |
| Кармен Маура           | Лаура (мать Карлоса) |
| Эусебио Понсела        | Скотт                |
| Луис Кастро            | Карлос (внук)        |
| Энрике Мартинес        | Аррастрао            |
| Лусиано Федерико       | Энтеррадор           |
| Эдуардо Гомес          | Аоркао               |
| Тереле Павес           | Росио                |